# Iujnoe
Iujnoe è un comune della Moldavia situato nel distretto di Cahul di 764 abitanti al censimento del 2004.